# Абсалямов, Салават Сабирьянович
Абсалямов Салават Сабирьянович (5 сентября 1954 год, с. Сабырово Матраевского р-на (ныне Зилаирский район) БАССР — 3 января 2005 год, Уфа) — советский российский физик. Доктор физико‑математических наук (2005). Отличник народного образования Республики Башкортостан (2000); заслуженный работник образования Республики Башкортостан (2005); лауреат премии имени Рамазана Уметбаева (2010).

## Биография
Родился 5 сентября 1954 года в с. Сабырово.
После окончания средней школы Салават Сабирьянович поступил в Башкирский государственный университет на физико-математический факультет. В студенческие годы заинтересовался наукой. После окончания вуза в 1976 году оставлен в университете и продолжил научную деятельность.
Одним из первых он исследовал влияние поляризации и магнетизма минералов, в число задач которого входит изучение влияния тепловых явлений под высоким давлением. Изобретенная им технология выплавки металла на основе ферритного бария была внедрена в промышленном производстве ООО «Магнит» в г. Октябрьский.
С 1994 по 1995 год был деканом факультета естествознания Сибайского филиала БашГУ.
В 2004 году в МГУ имени М. В. Ломоносова защитил докторскую диссертацию на тему: «Влияние разрушения горных пород при повышенном давлении на их магнитные свойства».

## Научные труды
Автор более 60 научных трудов.
- Магнитные свойства горных пород при высоких термодинамических параметрах. Саратов, 1988 (соавтор);

- Магнетизм горных пород при высоких термодинамических параметрах. Уфа, 1997 (соавтор).

## Почетные звания и награды
- Отличник народного образования Республики Башкортостан (2000);
- Заслуженный работник образования Республики Башкортостан (2005);
- Лауреат премии имени Рамазана Уметбаева 2010 года.